# Ольгинське (Україна)
О́льгинське — село Амвросіївської міської громади Донецького району Донецької області, Україна.

## Загальні відомості
Відстань до райцентру становить близько 12 км і проходить автошляхом Т 0519.
Унаслідок російської військової агресії із серпня 2014 р. Ольгинське перебуває на території ОРДЛО.

## Населення
За даними перепису 2001 року населення села становило 223 особи, з них 47,98 % зазначили рідною мову українську, 49,78 % — російську та 0,45 % — польську мову.